# Georg Stenger
Georg Stenger (* 1957 in Aschaffenburg) ist ein deutscher Philosoph und Universitätsprofessor für Philosophie in einer globalen Welt an der Universität Wien.

## Leben
Stenger studierte von 1977 bis 1987 Philosophie, Germanistik, Sprachwissenschaft, Kunstgeschichte und Betriebswirtschaftslehre an der Universität Würzburg. 1988 promovierte er dann in den Fächern Philosophie, Neuere Deutsche Literaturgeschichte, Sprachwissenschaft.
Seit dem Jahr 2000 ist er Mitherausgeber der japanischen Heidegger-Gesamtausgabe. Schon seit 1992 ist er an der japanischen Gesamtausgabe beteiligt. Im Januar 2003 wurde er dann hauptverantwortlich für die deutsche Seite in der japanischen Gesamtausgabe.
Im selben Jahr wurde er an der Universität Würzburg habilitiert.
Seit 2006 ist er Vorstandsmitglied der Gesellschaft für Interkulturelle Philosophie. Im Juli 2009 wurde er dann zum Präsidenten dieser Gesellschaft gewählt.
2011 wurde er an die Universität Wien berufen.
Von 2017 bis 2019 leitete Stenger als Präsident zusammen mit Inga Römer als Vizepräsidentin die Deutsche Gesellschaft für phänomenologische Forschung. In dieser Funktion organisierte er vom 18. bis 21. September 2019 die Tagung der Gesellschaft unter dem Titel „Faktum-Faktizität-Wirklichkeit“.

## Forschungsschwerpunkte
Stenger beschäftigt sich vornehmlich mit theoretischer und praktischer Philosophie des 20. Jahrhunderts und der Gegenwart, Hermeneutik, Interkultureller Philosophie, Poststrukturalismus, Sprachphilosophie, Sozialphilosophie, Kulturanthropologie sowie Kulturwissenschaften.

## Schriften
- als Herausgeber mit Murat Ates, James Garrison, Franz M. Wimmer: Orte des Denkens - Places of Thinking. Karl Alber, Freiburg, 2016, ISBN 978-3-495-48767-9
- als Herausgeber mit Margarete Röhrig: Philosophie der Struktur – „Fahrzeug“ der Zukunft? Für Heinrich Rombach. Karl Alber, Freiburg (Breisgau) u. a. 1995, ISBN 3-495-47819-1.
- Interkulturelles Denken – eine neue Herausforderung für die Philosophie. Ein Diskussionsbericht. In: Philosophisches Jahrbuch. Bd. 103, 1996, S. 90–103 und S. 323–338.
- Philosophie der Interkulturalität. Erfahrung und Welten. Eine phänomenologische Studie. Karl Alber, Freiburg (Breisgau) u. a. 2006, ISBN 3-495-48136-2.
- als Herausgeber mit Alfred Denker, Shunsuke Kadowaki, Ryôsuke Ôhashi und Holger Zaborowski: Heidegger und das ostasiatische Denken (= Heidegger-Jahrbuch. Bd. 7). Karl Alber, Freiburg (Breisgau) u. a. 2013, ISBN 978-3-495-45707-8.